# Girard de Soucanton (Adelsgeschlecht)
Girard de Soucanton ist der Familienname eines deutsch-baltischen Adelsgeschlechts mit französischer Abstammung. Aus Frankreich kommend zogen sie nach Ostfriesland und siedelten sich später als Kaufmannsfamilie und Unternehmer in Reval dem heutigen Tallinn, an.

## Geschichte
Die Girards, so ihr Stammname, hatten sich nach ihrer Auswanderung in Reval schnell in die bürgerlichen Begebenheiten eingelebt und entwickelten kaufmännisches und unternehmerisches Geschick. Johann Karl Girard (1732–1799) war 1770 nach Reval gekommen, er erhielt die Bürgerschaft in Reval und wurde zum Ratsherren gewählt. Ihm folgte sein Sohn Johann Karl Girard de Soucanton (1785–1869), der Bürgermeister in Reval wurde, Kommerzienrat war, das Amt des französischen Konsuls bekleidete und Inhaber der Firma Thomas Clayhills & Sohn war. Am 10. Dezember 1862 erhielt er den russischen Baronstitel und hieß von nun an „Baron Girard de Soucanton“. Sein Sohn Johann Karl (1826–1896) und sein Großsohn Moritz (Maurice) (1846–1898) wurden 1865 und 1867 in die estländische Adelsmatrikel der Estländischen Ritterschaft aufgenommen. Johann Karl Girard wurde in Folge seiner Heirat mit Anna Dorothea Hetling (1746–1815) Inhaber eines der ältesten Handelshäuser Thomas Clayhills & Sohn in Estland. Der letzte Firmenchef aus dieser Familie war Johann Karl Etienne Baron Girard de Soucanton (1843–1910), er wurde 1896 in die Estländische Ritterschaft aufgenommen. André Baron Girard de Soucanton ist seit September 2017 im Vorstand des Verbandes der Baltischen Ritterschaft e.V., Bezirksgruppe NRW.

## Vorfahren
- Claude Girard, Oldenburger Land
  - Jean-Antoine Girard, in Aurich
    - Stephan Karl Girard (* um 1690 in Aurich; † 1740 in Moskau), 1738 als Chirurg in Moskau
      - Johann Karl Girard (* 1732 in Rastede; † 1799 in Reval), zog 1770 nach Reval, Bürger und Ratsherr in Reval, Begründer der baltischen Linie

## Baltische Freiherrenfamilie
Johann Karl Baron Girard de Soucanton (* 2. August 1785 in Reval; † 22. Dezember 1868 in Reval) Herr auf Kunda und Röal, 1805 Bürger und Kaufmann in Reval, 1826 Ratsherr, Bürgermeister, Kommerzienrat, französischer Konsul, Gründer Firma Thomas Clayhills & Sohn ⚭ Eleonora von Scheurmann (1786–1861)
- Karl Edmund (* 1810 in Reval; † 1861 bei Wrangelsholm)
  - Johann Karl Moritz (* 1846 in Reval; † 1898 in Jewe), Mannrichter, Kreistagsabgeordneter
    - Jean Antoine Alexander Edmund (* 1875 in Jewe), Herr auf Lihhola
      - Johann Gustav Maurice (* 1914 in Lihhola)

    - Jean Etienne Maurice (* 1887 in Jewe), Herr auf Jewe, russischer Leutnant
      - André Maurice (* 1919 in Reval)
- Theodolph (* 1812 in Reval; † 1878 in Sankt Petersburg), Oberst im Semenowschen Garde-Regiment
  - Lew Fedorowitsch Girard de Soucanton (1855–1918), russischer Generalmajor
- Arthur Girard de Soucanton (* 1813 im Reval; † 1884 in Reval), Chef der Firma „Th. Clayhills & Sohn“
  - Johann Karl Etienne Girard de Soucanton (1843–1910), letzter Chef der Firma „Th. Clayhills & Sohn“, britischer Honorarkonsul in Reval
- Johann Girard de Soucanton (* 1826 in Reval; † 1896 in Kunda), Herr auf Kunda und Sels, Mannrichter, Gründer einer Zementfabrik in Kunda
  - Johann Wilhelm Eugen (* 1853 in Kunda; † 1922 in Kunda), Herr auf Kunda und Wruda (Ingermanland), Ehrenfriedensrichter
    - Jean Egon Maurice Gaston (* 1884)
    - Alexis Häntschel Olivier (* 1857 in Kunda; † 1915 in Jennisseisk), Herr auf Waldau (Estland) und Hermet, 1905–1912 Kreistagsabgeordneter
    - Gustav Johann Edmund (* 1863 in Kunda; † 1910 in Burg Wesenberg), Herr auf Selgs, Ehrenfriedensrichter
      - John Karl (* 1894 in Selgs), Herr auf Selgs

    - John Karl (1866–1886)

## Wappen

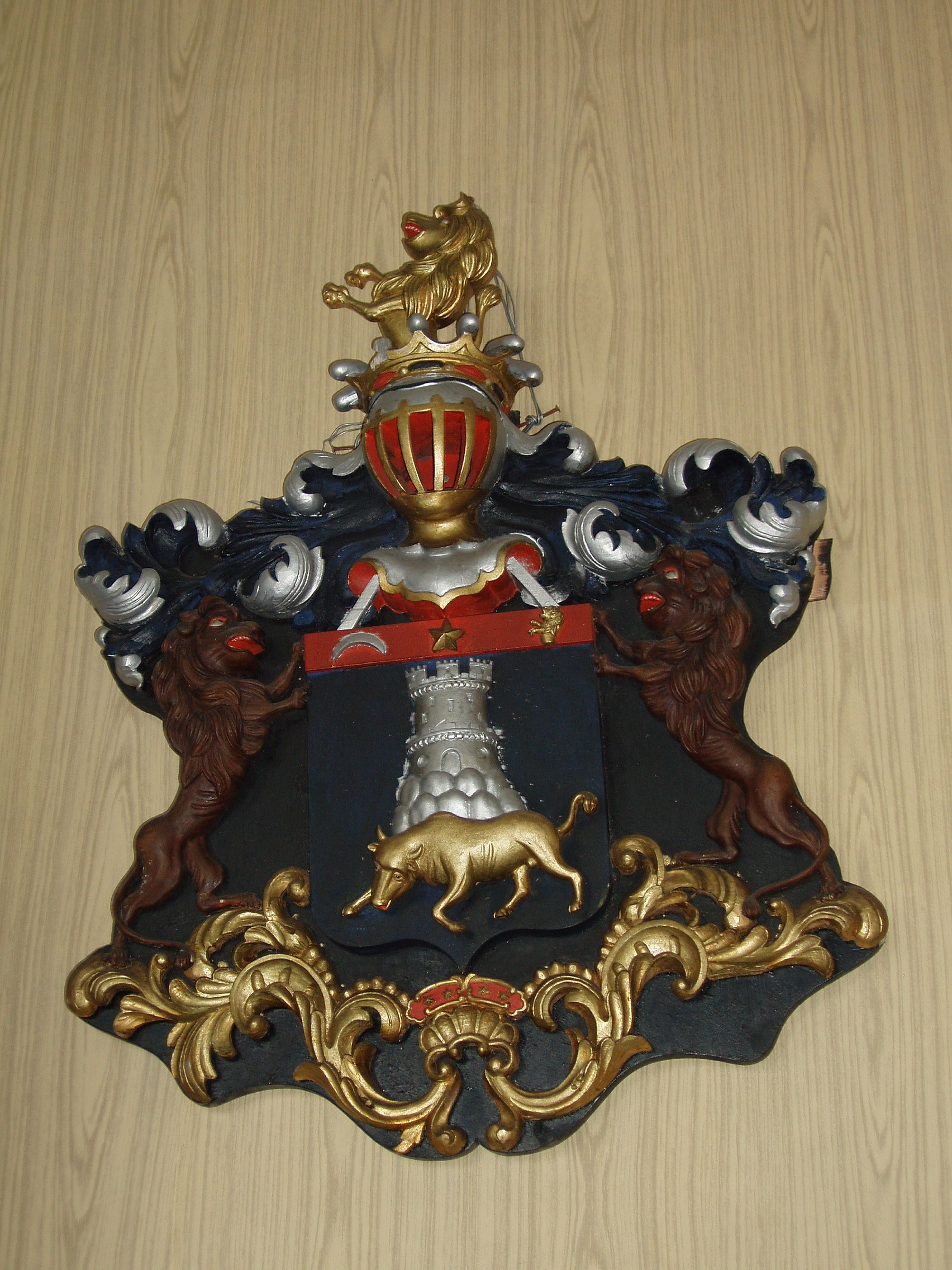

Das Wappenschild ist blau mit einem roten Schildhaupt. Im blauen Feld steht ein goldener Stier auf dem Rücken ein grüner Berg, der einen silbernen gezinnten Turm trägt. Im Hauptschild balkenweise geordnet: halber goldener Löwe, goldener 5-strahliger Stern und silberner fallender Mond. Auf dem Schild die Freiherrenkrone. Helmzier wachsender goldener Löwe. Helmdecke blau, gold rot. Die beiden goldene Schildhalter sind Löwen auf Arabesken.

## Besitzungen
Die Familie Girard de Soucanton war zeitweise im Besitz folgender Güter und Höfe:

### Gut Lihula
Das Gut wurde im Mittelalter zur gemeinsamen Burg des Ordens und des Bistums Saare-Lääne/Oesel-Wiek gegründet. Später gehörte es den Familien Tott, von Stackelberg, von Wistinghausen sowie von Buxhoevden. Das zweistöckige klassizistische Hauptgebäude wurde 1824 errichtet. Heute befindet sich dort das Museum von Lihula/Leal.

### Gut Selgs
Das aus dem Mittelalter stammende Gut war später längere Zeit im Besitz der Adelsfamilie Girard de Soucanton. Erhalten geblieben sind die Ruinen des zweistöckigen frühklassizistischen Hauptgebäudes (Ende des 18. Jahrhunderts) sowie mehrere stilvolle Nebengebäude (teilweise in Ruinen).

### Gut Waldau und Hermet
Das im Jahre 1412 erstmals erwähnte Gut wurde Anfang des 19. Jahrhunderts von der Familie von Tiesenhausen ausgebaut. Das lange stattliche klassizistische Hauptgebäude wurde 1905 niedergebrannt und seine Ruinen wurden abgerissen. Bis zu unserer Zeit sind zwei schöne Nebenhäuser mit Kuppeldächern erhalten geblieben. Hermet ist das Beigut des Gutes Waldau.

### Gut Kunda
Das Gut wurde erstmals 1443 erwähnt und gehörte den Familien Möller, von Schwenghelm und von Girard de Soucanton. Das in den 1770er Jahren errichtete stattliche frühklassizistische Hauptgebäude liegt in Trümmern; erhalten geblieben sind einige Nebengebäude (Mühle, Branntweinbrennerei usw.).

### Gut Röal
Röal wurde erstmals 1564 als Rittergut erwähnt und zu Beginn des 17. Jahrhunderts gegründet. 1797 war die Fürstin Jelena Gontschakow Eigentümerin. Röa gehörte anschließend u. a. den adligen Familien Baranoff und Girard de Soucanton. 1874 erwarb es der Gutsbesitzer Ferdinand von Stackelberg, dem die Ländereien bis zur estnischen Landreform 1919 gehörte. Er behielt Röa als Resthof bis 1939.

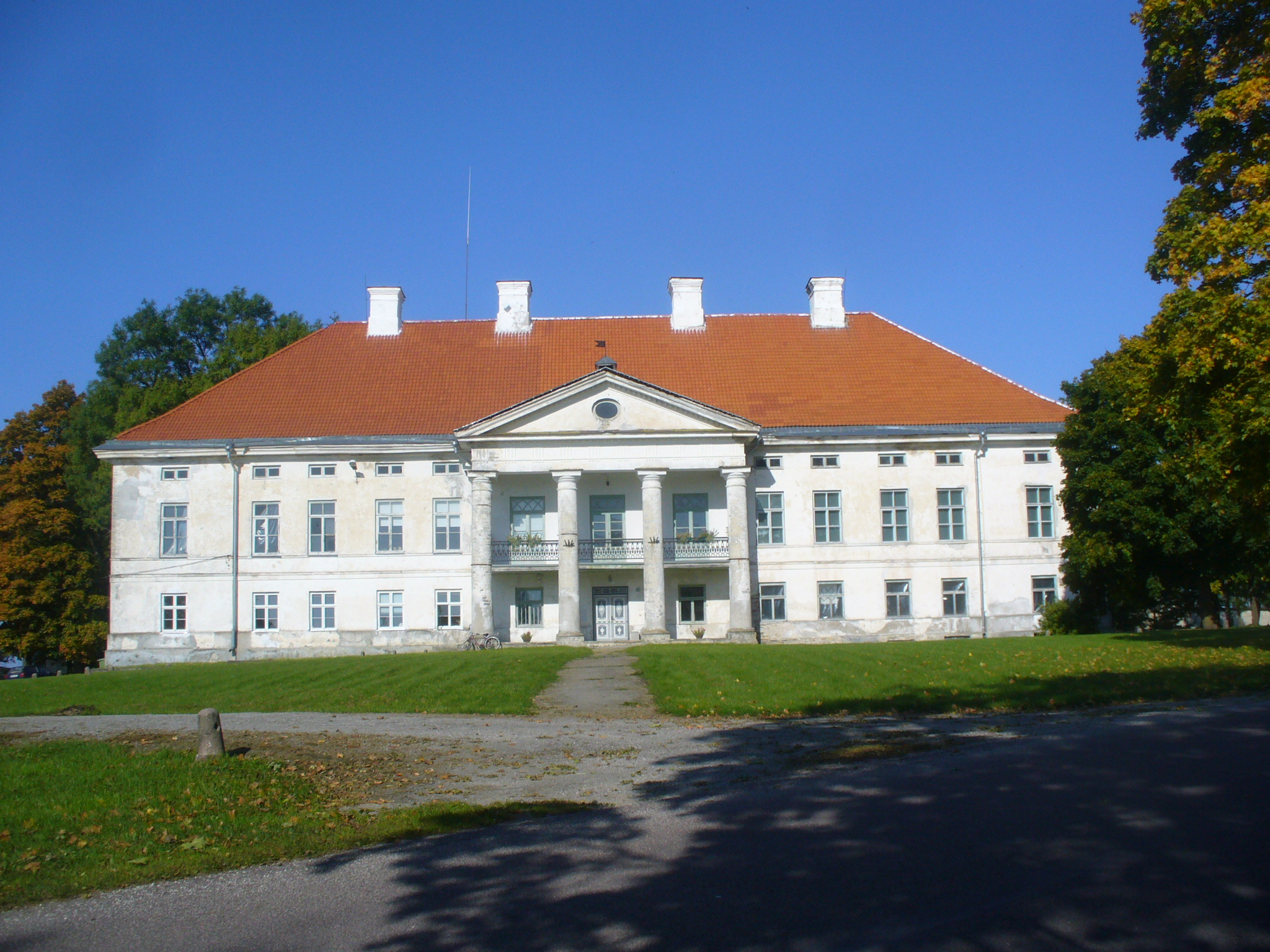
Herrenhaus auf dem Gut Lihula
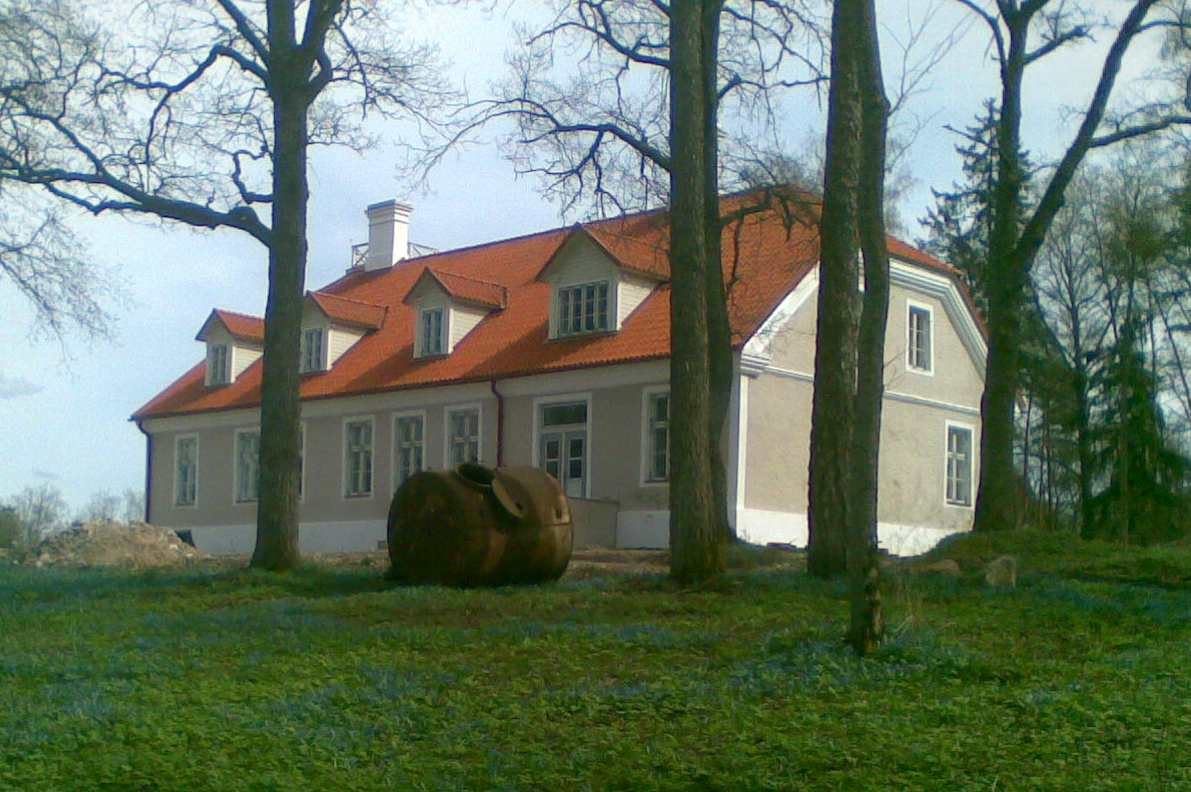
Herrenhaus auf Gut Röal